# Natação nos Jogos Insulares de 2019
Nos Jogos Insulares de 2019, as competições de natação serão realizadas entre os dias 8 e 11 de julho no Lathbury Sports Complex, em Gibraltar. 

## Quadro de medalhas
| Pos                 | Equipe              | Ouro | Prata | Bronze | Total |
| 1                   | Ilha de Man         | 13   | 8     | 3      | 24    |
| 2                   | Ilhas Faroé         | 13   | 6     | 8      | 27    |
| 3                   | Jersey              | 9    | 11    | 8      | 28    |
| 4                   | Ilhas Ocidentais    | 4    | 1     | 1      | 6     |
| 5                   | Guernsey            | 2    | 13    | 8      | 23    |
| 6                   | Ilhas Cayman        | 2    | 3     | 4      | 9     |
| 7                   | Åland               | 1    | 0     | 2      | 3     |
| 8                   | Anglesey            | 1    | 0     | 0      | 1     |
| 9                   | Ilha de Wight       | 0    | 2     | 3      | 5     |
| 10                  | Orkney              | 0    | 1     | 0      | 1     |
| 11                  | Shetland            | 0    | 0     | 8      | 8     |
| Totais (11 Equipes) | Totais (11 Equipes) | 45   | 45    | 45     | 135   |

## Resultados[2]

### Masculino
| Evento                             | Ouro                                                                | Ouro     | Prata                                                                             | Prata    | Bronze                                                                          | Bronze   |
| ---------------------------------- | ------------------------------------------------------------------- | -------- | --------------------------------------------------------------------------------- | -------- | ------------------------------------------------------------------------------- | -------- |
| 50 m borboleta                     | Jersey Harry Shalamon                                               | 24.41    | Ilha de Man Joel Watterson                                                        | 24.87    | Ilhas Faroé Róland Toftum                                                       | 24.96    |
| 100 m borboleta                    | Jersey Harry Shalamon                                               | 53.32    | Guernsey Thomas Hollingsworth                                                     | 55.12    | Shetland Felix Gifford                                                          | 55.67    |
| 200 m borboleta                    | Jersey Robert Jones                                                 | 2:02.20  | Ilhas Faroé Óli Mortensen                                                         | 2:02.28  | Shetland Felix Gifford                                                          | 2:04.47  |
| 50 m costas                        | Jersey Harry Shalamon                                               | 24.31    | Guernsey Thomas Hollingsworth                                                     | 25.29    | Ilhas Cayman Jordan Crooks                                                      | 25.45    |
| 100 m costas                       | Jersey Harry Shalamon                                               | 52.82    | Guernsey Thomas Hollingsworth                                                     | 54.38    | Ilhas Cayman Jordan Crooks                                                      | 56.40    |
| 200 m costas                       | Jersey Harry Shalamon                                               | 1:56.40  | Jersey Robert Jones                                                               | 2:00.94  | Guernsey Thomas Hollingsworth                                                   | 2:01.43  |
| 50 m estilo livre                  | Ilha de Man Joel Watterson                                          | 22.73    | Guernsey Jonathan Beck                                                            | 22.87    | Ilhas Cayman Jordan Crooks                                                      | 22.96    |
| 100 m estilo livre                 | Ilhas Cayman Jordan Crooks                                          | 49.94    | Ilha de Man Joel Watterson                                                        | 50.25    | Ilha de Man Alex Bregazzi                                                       | 50.63    |
| 200 m estilo livre                 | Ilha de Man Alex Bregazzi                                           | 1:47.66  | Ilhas Faroé Alvi Hjelm                                                            | 1:50.79  | Ilhas Faroé Óli Mortensen                                                       | 1:51.53  |
| 400 m estilo livre                 | Ilha de Man Alex Bregazzi                                           | 3:52.90  | Ilhas Faroé Óli Mortensen                                                         | 3:53.05  | Shetland Felix Gifford                                                          | 3:57.36  |
| 800 m estilo livre masculino       | Ilhas Faroé Óli Mortensen                                           | 8:09.94  | Jersey Isaac Dodds                                                                | 8:13.88  | Ilhas Faroé Johan Nónskarð Dam                                                  | 8:19.01  |
| 1.500 m estilo livre               | Ilhas Faroé Óli Mortensen                                           | 15:39.74 | Jersey Isaac Dodds                                                                | 15:40.61 | Jersey Thomas Deffains                                                          | 15:52.91 |
| 100 m medley                       | Ilha de Man Alex Bregazzi                                           | 56.86    | Ilha de Man Ben Kebbell                                                           | 57.51    | Jersey Robert Jones                                                             | 57.96    |
| 200 m medley                       | Jersey Harry Shalamon                                               | 2:00.35  | Jersey Robert Jones                                                               | 2:02.69  | Ilhas Faroé Alvi Hjelm                                                          | 2:02.89  |
| 400 m medley                       | Ilhas Faroé Alvi Hjelm                                              | 4:19.82  | Jersey Robert Jones                                                               | 4:25.27  | Guernsey Charlie-Joe Hallett                                                    | 4:27.88  |
| 50 m peito                         | Ilhas Faroé Róland Toftum                                           | 28.38    | Guernsey Charlie-Joe Hallett                                                      | 28.70    | Guernsey William Russell                                                        | 29.28    |
| 100 m peito                        | Ilhas Faroé Róland Toftum                                           | 1:02.38  | Guernsey Charlie-Joe Hallett                                                      | 1:02.94  | Jersey Cameron Polak                                                            | 1:03.45  |
| 200 m peito                        | Guernsey Charlie-Joe Hallett                                        | 2:16.63  | Jersey Robert Jones                                                               | 2:17.31  | Jersey Cameron Polak                                                            | 2:20.37  |
| Revezamento 4 x 50 m estilo livre  | Ilha de Man Alex Bregazzi Ben Kebbell Euan MacMurchie Joe Watterson | 1:32.82  | Guernsey Jonathan Beck Ben Lowndes William Russell Thomas Teasdale                | 1:32.87  | Jersey William Hodgson Robert Jones Cameron Polak Harry Shalamon                | 1:33.54  |
| Revezamento 4 x 100 m estilo livre | Ilha de Man Alex Bregazzi Ben Kebbell Euan MacMurchie Joe Watterson | 3:24.38  | Ilhas Faroé Bartal Erlingsson Eidesgaard Alvi Hjelm Óli Mortensen Rókur Trygvason | 3:26.08  | Guernsey Jonathan Beck Charlie-Joe Hallett Thomas Hollingsworth Thomas Teasdale | 3:26.52  |
| Revezamento 4 x 50 m medley        | Ilha de Man Alex Bregazzi Ben Kebbell Euan MacMurchie Joe Watterson | 1:41.75  | Guernsey Jonathan Beck Charlie-Joe Hallett Thomas Hollingsworth Thomas Teasdale   | 1:42.19  | Jersey William Hodgson Robert Jones Cameron Polak Harry Shalamon                | 1:43.11  |
| Revezamento 4x100 m medley         | Jersey William Hodgson Robert Jones Cameron Polak Harry Shalamon    | 3:45.12  | Ilha de Man Peter Allen Alex Bregazzi Ben Kebbell Joel Watterson                  | 3:45.37  | Guernsey Jonathan Beck Charlie-Joe Hallett Thomas Hollingsworth Thomas Teasdale | 3:46.33  |

### Misto
| Evento                         | Ouro                                                                  | Ouro    | Prata                                                             | Prata   | Bronze                                                             | Bronze  |
| ------------------------------ | --------------------------------------------------------------------- | ------- | ----------------------------------------------------------------- | ------- | ------------------------------------------------------------------ | ------- |
| Revezamento 4x50m estilo livre | Ilha de Man Alex Bregazzi Laura Kinley Olivia Marshall Joel Watterson | 1:37.74 | Ilhas Cayman Jordan Crooks Alison Jackson Cole Morgan Kyra Rabess | 1:38.41 | Guernsey Jonathan Beck Courtney Butcher Orla Rabey Thomas Teasdale | 1:38.95 |

### Feminino
| Evento                             | Ouro                                                                 | Ouro     | Prata                                                               | Prata    | Bronze                                                                                          | Bronze   |
| ---------------------------------- | -------------------------------------------------------------------- | -------- | ------------------------------------------------------------------- | -------- | ----------------------------------------------------------------------------------------------- | -------- |
| 50 m borboleta                     | Ilha de Man Olivia Marshall                                          | 27.31    | Orkney Mia McAllister                                               | 27.89    | Shetland Emmie Hutchison                                                                        | 28.48    |
| 100 m borboleta                    | Ilha de Man Olivia Marshall                                          | 1:01.89  | Guernsey Orla Rabey                                                 | 1:02.50  | Åland Olivia Weuro                                                                              | 1:03.62  |
| 200 m borboleta                    | Anglesey Eve Goddard-Smith                                           | 2:23.19  | Jersey Isabel Atherley                                              | 2:27.68  | Shetland Lauren Sandison                                                                        | 2:28.55  |
| 50 m costas                        | Guernsey Tatiana Tostevin                                            | 29.12    | Ilhas Faroé Signhild Joensen                                        | 29.25    | Ilha de Wight Megan King                                                                        | 29.91    |
| 100 m costas                       | Ilhas Faroé Signhild Joensen                                         | 1:01.58  | Jersey Gemma Atherley                                               | 1:02.16  | Ilha de Man Emma Hodgson                                                                        | 1:03.94  |
| 200 m costas                       | Ilhas Faroé Signhild Joensen                                         | 2:11.24  | Jersey Gemma Atherley                                               | 2:13.77  | Guernsey Tatiana Tostevin                                                                       | 2:18.09  |
| 50 m estilo livre                  | Ilhas Faroé Vár Erlingsdóttir Eidesgaard                             | 26.11    | Ilha de Man Laura Kinley                                            | 26.40    | Ilha de Man Olivia Marshall                                                                     | 26.41    |
| 100 m estilo livre                 | Åland Olivia Weuro                                                   | 56.25    | Ilhas Faroé Vár Erlingsdóttir Eidesgaard                            | 56.48    | Ilhas Cayman Alison Jackson                                                                     | 57.09    |
| 200 m estilo livre                 | Ilhas Faroé Vár Erlingsdóttir Eidesgaard                             | 2:00.74  | Jersey Gemma Atherley                                               | 2:01.60  | Åland Olivia Weuro                                                                              | 2:02.43  |
| 400 m estilo livre                 | Ilhas Faroé Vár Erlingsdóttir Eidesgaard                             | 4:17.18  | Jersey Gemma Atherley                                               | 4:24.40  | Ilhas Ocidentais Isla Budge                                                                     | 4:26.11  |
| 800 m estilo livre                 | Ilhas Faroé Vár Erlingsdóttir Eidesgaard                             | 9:03.62  | Ilhas Cayman Raya Embury-Brown                                      | 9:08.59  | Guernsey Orla Rabey                                                                             | 9:09.58  |
| 1.500 m estilo livre               | Ilhas Faroé Vár Erlingsdóttir Eidesgaard                             | 16:47.54 | Ilhas Cayman Raya Embury-Brown                                      | 17:26.26 | Jersey Lily Scott                                                                               | 17:35.76 |
| 100 m medley                       | Ilhas Ocidentais Kara Hanlon                                         | 1:03.37  | Ilha de Wight Abigail Lacey                                         | 1:04.84  | Jersey Gemma Atherley                                                                           | 1:05.16  |
| 200 m medley                       | Jersey Gemma Atherley                                                | 2:18.15  | Ilhas Ocidentais Kara Hanlon                                        | 2:18.21  | Ilha de Wight Abigail Lacey                                                                     | 2:18.51  |
| 400 m medley                       | Ilhas Faroé Vár Erlingsdóttir Eidesgaard                             | 4:50.89  | Ilha de Wight Abigail Lacey                                         | 4:54.33  | Ilhas Faroé Rebekka Trygvadóttir                                                                | 5:05.81  |
| 50 m peito                         | Ilhas Ocidentais Kara Hanlon                                         | 31.08    | Ilha de Man Laura Kinley                                            | 31.33    | Shetland Jasmin Smith                                                                           | 32.29    |
| 100 m peito                        | Ilhas Ocidentais Kara Hanlon                                         | 1:07.28  | Ilha de Man Laura Kinley                                            | 1:09.70  | Shetland Jasmin Smith                                                                           | 1:11.18  |
| 200 m peito                        | Ilhas Ocidentais Kara Hanlon                                         | 2:25.45  | Ilha de Man Laura Kinley                                            | 2:32.97  | Shetland Anne Hutchison                                                                         | 2:36.96  |
| Revezamento 4 x 50 m estilo livre  | Ilha de Man Emma Hodgson Laura Kinley Olivia Marshall Kiera Prentice | 1:46.46  | Guernsey Courtney Butcher Laura Le Cras Orla Rabey Tatiana Tostevin | 1:46.78  | Ilhas Faroé Barbara Debes Vár Erlingsdóttir Eidesgaard Elisabeth Erlendsdóttir Signhild Joensen | 1:46.86  |
| Revezamento 4 x 100 m estilo livre | Ilhas Cayman Jillian Crooks Alison Jackson Avery Lambert Kyra Rabess | 3:52.14  | Guernsey Courtney Butcher Laura Le Cras Orla Rabey Tatiana Tostevin | 3:52.44  | Ilhas Faroé Barbara Debes Vár Erlingsdóttir Eidesgaard Elisabeth Erlendsdóttir Signhild Joensen | 3:53.58  |
| Revezamento 4 x 50 m medley        | Ilha de Man Emma Hodgson Laura Kinley Olivia Marshall Kiera Prentice | 1:55.51  | Guernsey Courtney Butcher Laura Le Cras Orla Rabey Tatiana Tostevin | 1:57.58  | Ilhas Faroé Barbara Debes Vár Erlingsdóttir Eidesgaard Rebekka Trygvadóttir Signhild Joensen    | 1:57.79  |
| Revezamento 4x100 m medley         | Ilha de Man Emma Hodgson Laura Kinley Olivia Marshall Kiera Prentice | 4:15.69  | Guernsey Courtney Butcher Laura Le Cras Orla Rabey Tatiana Tostevin | 4:15.81  | Ilha de Wight Jessica Browne Charlotte James Megan King Abigail Lacey                           | 4:25.30  |